# Hatebreeder
Hatebreeder – drugi album studyjny zespołu Children of Bodom. 

## Lista utworów
1. "Warheart" – 4:07
2. "Silent Night, Bodom Night" – 3:12
3. "Hatebreeder" – 4:20
4. "Bed of Razors" – 3:56
5. "Towards Dead End" – 4:53
6. "Black Widow" – 3:58
7. "Wrath Within" – 3:53
8. "Children of Bodom" – 5:13
9. "Downfall" – 4:33

## Twórcy
- Alexi "Wildchild" Laiho - śpiew, gitara
- Alexander Kuoppala - gitara
- Henkka T. Blacksmith - gitara basowa
- Janne Warman - keyboard
- Jaska W. Raatikainen - perkusja